# Labirinto di Versailles

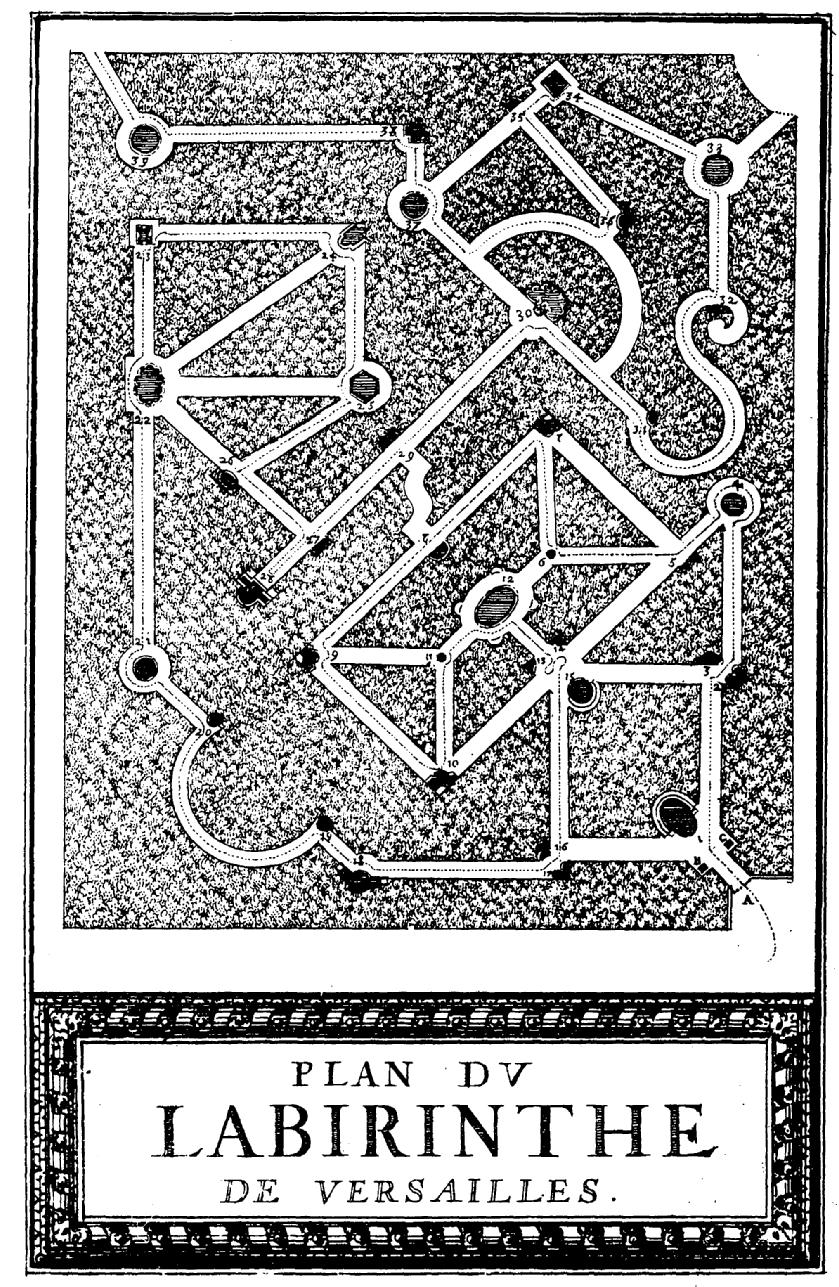
"Plan du Labirinte de Versailles", incisione della Stampa Reale, Parigi e illustrata da Sebastien le Clerc

Il Labirinto di Versailles fu un labirinto nei Giardini di Versailles con gruppi di fontane e sculture a rappresentare le favole di Esopo. André Le Nôtre inizialmente aveva progettato nel 1665 un labirinto disadorno, ma nel 1669, Charles Perrault consigliò Luigi XIV di includervi all'interno trentanove fontane a rappresentare le favole di Esopo. Il lavoro stimolò l'interesse del re e venne compiuto tra il 1672 ed il 1677. Getti d'acqua spuntavano dalle bocche degli animali per dare l'impressione agli stessi animali di essere parlanti. Inoltre, ogni fontana era accompagnata da un riassunto della favola in versi del poeta Isaac de Benserade posto su una placca. Una descrizione dettagliata del labirinto, delle favole e delle sculture ci viene fornita dallo stesso Perrault nel suo libro Labyrinte de Versailles, illustrato con incisioni di Sébastien Leclerc.
Nel 1778 Luigi XVI diede ordine di rimuovere il labirinto e di rimpiazzarlo con un arboreto di piante esotiche ed un giardino "all'inglese".

## Creazione

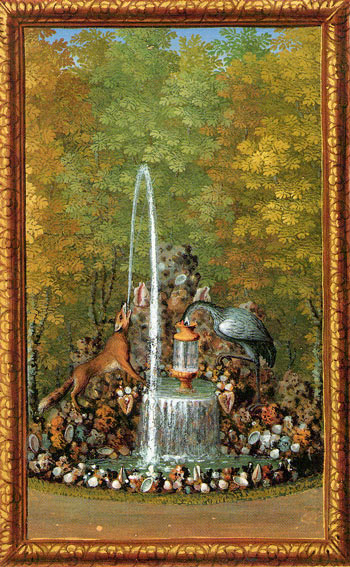
La favola della Volpe e del Corvo, dall'opera di Jacques Bailly Le Labyrinthe de Versailles

Nel 1665, André Le Nôtre aveva pianificato la costruzione di un labirinto disadorno nell'area a sud della Fontana di Latona nei pressi dell'Orangerie. Nel 1668 Jean de La Fontaine pubblicò la sua prima collezione Fables Choisies, dedicata a "Monseigneur" Luigi, il Gran Delfino, il figlio primogenito di Luigi XIV che all'epoca aveva solo sei anni. Anche se La Fontaine era caduto in disgrazia presso il re, i suoi poemi incoraggiarono Charles Perrault, autore di "Mamma Oca e altre storie", il quale l'anno prima era stato nominato sovrintendente del re per le costruzioni, a consigliare Luigi XIV nel 1669 di rimodellare il labirinto perché fosse utile all'educazione del delfino. Tra il 1672 ed il 1677 Le Nôtre ridisegnò il labirinto con gli spazi per accogliervi le trentanove fontane che illustravano le favole di Esopo. Gli scultori Jean-Baptiste Tuby, Etienne Le Hongre, Pierre Le Gros, e i fratelli Gaspard e Balthazard Marsy lavorarono a queste sculture idrauliche.
Ciascuna fontana era accompagnata da una placca bronzea sulla quale era riassunta la favola illustrata dalla fontana in versi del poeta Isaac de Benserade. Fu da queste placche che il figlio di Luigi XIV imparò a leggere. Nelle sue  Fables d'Ésope en quatrains, dont il y en a une partie au labyrinthe de Versailles de Benserade descrisse come stato il re in persona a scegliere le favole e che avesse prescritto al poeta francese di utilizzare il sistema delle quartine per illustrale.
Una volta completato nel 1677, il labirinto conteneva trentanove fontane con 333 sculture di animali in metallo dipinti. L'acqua per gli elaborati giochi venne fatta giungere dalla Senna grazie alla Macchina di Marly che utilizzava le sue quattordici ruote ad acqua per far muovere le corrispettive 253 pompe a distanza di tre-quattro chilometri dal labirinto.
Lo schema del labirinto non era usuale, non vi era un obbiettivo centrale da raggiungere e tutto era reso ancora più divertente dalla presenza di siepi alte cinque metri che rendevano difficile l'orientamento ai cortigiani. Piganiol de La Force nella sua Nouvelle description du château et parc de Versailles et de Marly (1702) descrisse il labirinto come una "rete di siepi con palizzate dove è facile perdersi". Continua lo scrittore: "Ad ogni svolta si può notare una fontana decorata con delicate rocailles, rappresentante una favola il cui soggetto è indicato da un'iscrizione in lettere dorate su una placca di bronzo su quattro righe."
Poco dopo il completamento del labirinto, Perrault ne pubblicò una descrizione nel suo Recueil de divers ouvrages en prose et en vers. "Alla fine di ogni percorso," egli scriveva, "o ad un qualsiasi incrocio, vi erano fontane, così poste che in qualunque punto una persona si trovasse, aveva la possibilità di vedere tre o quattro o solitamente sei o sette fontane contemporaneamente. Le vasche di queste fontane, tutte differenti per figure e disegno, erano arricchite da rocce scolpite o da rare conchiglie e per ornamento vi si trovavano differenti animali che rappresentavano le migliori favole di Esopo. Questi animali erano così ben fatti che sembravano avere vita, pronti a mostrare l'azione che stavano svolgendo nel racconto; qualcuno potrebbe addirittura dire che in qualche modo esse pronunciano le parole che le favole gli attribuiscono, dal momento che l'acqua che spruzza dalle loro bocche non solo da loro azione e vita, ma serve anche a dare voce alla loro espressività, alle loro passioni ed ai loro pensieri."

## Il successo

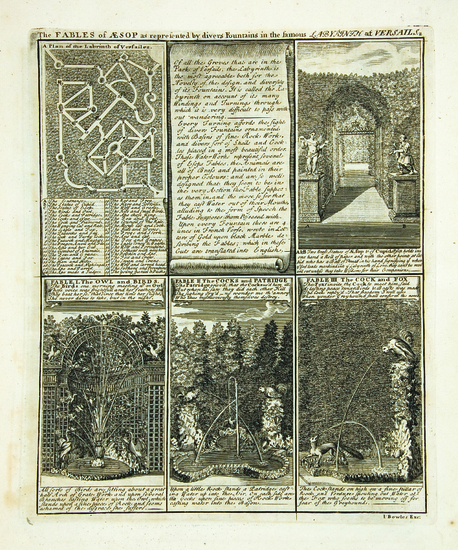
La guida di John Bowles.

Questo labirinto divenne così popolare che non solo il re ed il giovane delfino, ma l'intera nobiltà che era accreditata a visitare i giardini, richiese la pubblicazione di una guida ad opera di Perrault dal titolo appunto Labyrinte de Versailles, che conteneva le favole, la descrizione delle fontane e le quartine scritte dal poeta Isaac de Benserade per ciascuna favola. La guida venne pubblicata per la prima volta nel 1675, quindi ristampata nel 1677 con incisioni di Sébastien Leclerc. Una terza versione, ove le incisioni di Leclerc vennero anche acquarellate da Jacques Bailly, venne prodotta poco dopo.
Il libro, in formato tascabile e breve, era realizzato con una tipica copertina di pelle rossa con decorazioni in oro stampate. Il libro venne tradotto anche in inglese e pubblicato per la prima volta nel 1768 ad opera di John Bowles e ad opera di Daniel Bellamy col titolo Aesop at Court, che riportava anche delle tavole incise da George Bickham.
Il labirinto contribuì grandemente ad essere una delle principali meraviglie dei giardini di Versailles che stupivano visitatori e diplomatici dall'estero. Una guida illustrata venne stampata ad Amsterdam nel 1682 lodando il lavoro di Le Nôtre così: "Tra tutti questi lavori non vi è nulla di più ammirabile e prestigioso che i Giardini Reali di Versailles e, in essi, il Labirinto... Gli angoli e gli incroci di siepe non sono per nulla tediosi perché ovunque vi si possono ritrovare figure e giochi d'acqua che rappresentano le misteriose ed istruttive favole di Esopo".
Il compositore Marin Marais, dal 1676 musicista di corte a Versailles, conosceva bene il labirinto. Egli scrisse nell'avertissements  del suo Le Labyrinthe e outres histoires: "Chiunque entri nel labirinto, dopo essere disceso verso le anatre e il cane, risalga nuovamente verso Bacco." Egli inoltre indica come nei pressi del labirinto vi fosse un altro boschetto denominato la Sala da Ballo, che rappresentava l'ideale conclusione della sua chaconne dopo un tortuoso e misterioso "labirinto" di note. Titon du Tillet lo ammirava: "Il pezzo musicale proveniente dal suo Quarto Libro, dal titolo Labyrinthe, nel quale dopo roboanti e varie chiavi, tocca diverse dissonanze, e sottolinea dapprima con toni sobri e poi con toni spumeggianti, l'incertezza di un uomo perso in un labirinto, al punto che il compositore stesso è contento al fine di trovare l'uscita e conclude il pezzo con una graziosa e naturale chaconne."

## Esopo e Amore

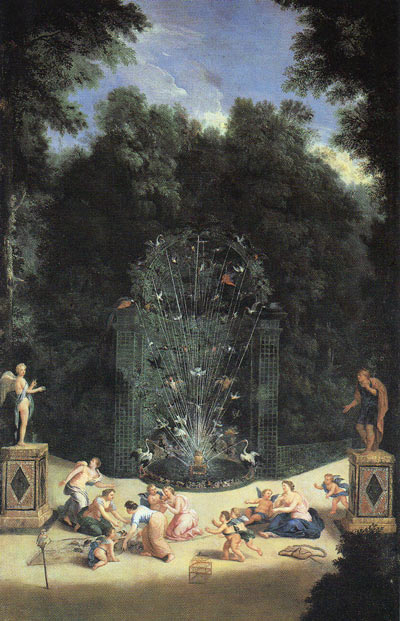
Il dipinto di Jean Cotelle il giovane raffigurante l'entrata del labirinto di Versailles

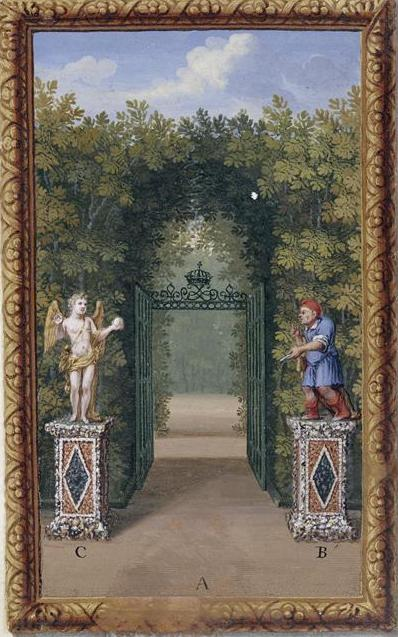
Da Le Labyrinthe de Versailles di Jacques Bailly. L'entrata del labirinto di Versailles con le statue di Esopo e di Amore.

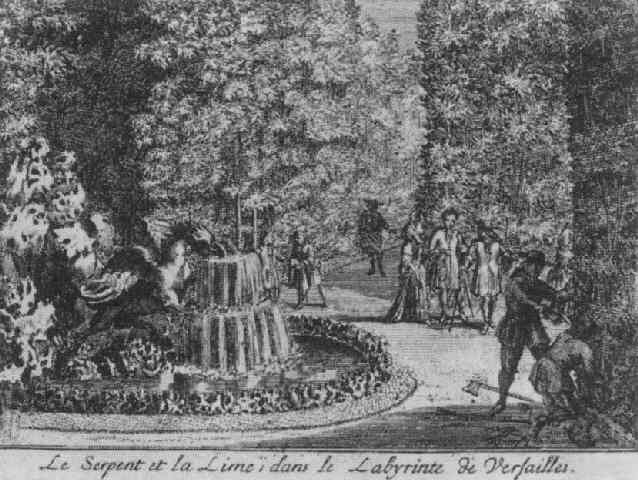
Le Serpent et la Lime dans le Labyrinte de Versailles (1679)

All'ingresso del labirinto di Versailles ("A" in mappa) vennero poste due statue, una di Esopo ad opera di Le Gros ("B") che tiene tra le mani una pergamena e l'altra dell'Amore o Cupido ad opera di Tuby ("C") che tiene tra le mani un gomitolo di filo, come nel mito di Arianna.
Perrault descrisse queste due figure: "Esopo tiene tra le mani un rotolo di carta che mostra ad Amore che ha un gomitolo di filo tra le mani, come a voler indicare che se quel dio ha cercato di porre problemi agli uomini tortuosi come labirinti, non vi sono segreti per l'uomo che non possano essere svelati come insegnano le favole di Esopo."
Per Michel Conan, il disegno del labirinto "invitava tutti i visitatore a porre attenzione in prima persona" ai loro movimenti, e le statue "erano un monito secondo il quale la loro scelta ponderata avrebbe fatto trovare al via giusta o quella sbagliata a chi si trovasse nel labirinto." Per lui, il labirinto rappresentava una metafora stessa della vita, "incoraggiando l'auto riflessione e la ricerca di un personale codice di vita", con il dialogo tra Cupido ed Esopo che all'entrata enfatizza questo fatto:

Cupido: 
Esopo:

## Le favole illustrate nel labirinto
1. Il gufo e gli uccelli (Le duc et les oiseaux, Perry 614)
2. I galli e la pernice (Les coqs et la perdrix, Perry 23)
3. Il gallo, il cane e la volpe (Le coq et le renard, Perry 252)
4. Il gallo e il gioiello (Le coq et le diamant, Perry 503)
5. Il gatto e il topo (Le chat pendu et les rats, Perry 79)
6. L'aquila e la volpe (L'aigle et le renard Perry 1)
7. La ghiandaia e il pavone (Les paons et le geai, Perry 472)
8. Il gallo e il tacchino (Le coq et le coq d'Inde)
9. Il pavone e il corvo (Le paon et la pie, Perry 219)
10. La vipera e la lima (Le dragon, l'enclume et la lime, Perry 93)
11. La scimmia ed i suoi piccoli (Le singe et ses petits, Perry 218)
12. Il pipistrello (Le combat des oiseaux, Perry 566)
13. La chioccia e i pulcini (La poule et les poussins, Perry 601)
14. La volpe e la gru, prima parte (Le renard et la grue, Perry 426)
15. La volpe e la gru, seconda parte (La grue et le renard, Perry 426)
16. Il pavone chiede a Giunone il perché della sua voce (Le paon et le rossignol, Perry 509)
17. Il pappagallo e la scimmia (Le perroquet et le singe)
18. Il lupo e la volpe con giudice la scimmia (Le singe juge, Perry 474)
19. Il topo e la rana (Le rat et la grenouille, Perry 384)
20. La tartaruga e la lepre (Le lièvre et la tortue, Perry 226)
21. Il lupo e l'airone (Le loup et la grue, Perry 156)
22. Il falco e gli uccelli (Le milan et les oiseaux)
23. La scimmia e la volpe (Le singe roi, Perry 81)
24. La volpe e l'oca nel pozzo (Le renard et le bouc, Perry 9)
25. I topi in consiglio (Le conseil des rats, Perry 613)
26. Le rane chiedono a Zeus un re (Les Grenouilles et Jupiter, Perry 44)
27. La scimmia ed il gatt (Le singe et le chat, non si trova in Perry)[19]
28. La volpe e l'uva (Le renard et les raisins, Perry 15)
29. L'aquila e lo scarafaggio (L'aigle, le lapin et l'escarbot, Perry 3)
30. Il lupo e il porcospino (Le loup et le porc-épi)
31. Il serpente a più teste (Le serpent à plusieurs têtes)
32. Il topo, il gatto e il piccolo gallo (La petite souris, le chat et le cochet)
33. Il falco e le colombe (Le milan et les colombes, Perry 486)
34. La scimmia e il delfino (Le dauphin et le singe, Perry 73)
35. La volpe e il corvo (Le renard et le corbeau, Perry 124)
36. Il cigno e la gru (Du cygne et de la grue, Perry 233)
37. La volpe e la maschera d'attore (Le loup et la tête, Perry 27)
38. Il serpente e il porcospino (Le serpent et le porc-epic)
39. Le anatre e il cane (Les cannes et le petit barbet)

## Distruzione
Adducendo i costi di riparazione e mantenimento continui, Luigi XVI ordinò la distruzione del labirinto nel 1778. Al suo posto venne piantato un arboreto di piante esotiche ed un giardino di stile inglese. Ribattezzato Bosquet de la Reine, esso divenne parte del giardino e fu teatro di un episodio dell'Affare della collana che compromise la regina Maria Antonietta nel 1785.
Nelle riserve delle collezioni del Musée national des châteaux de Versailles et de Trianon, rimangono solo trentaquattro frammenti di fontane e le statue di Amore e di Esopo.